# .lk
.lk е интернет домейн от първо ниво за Шри Ланка. Представен е през 1990. Поддържа се от местния домейн регистър.

## Второ ниво домейни
С ограничена регистрация
- .gov.lk: правителствени институции
- .int.lk: международни организации
- .net.lk: лицензирани доставчици на интернет
- .sch.lk: училища

Свободна регистрация
- .assn.lk
- .com.lk
- .edu.lk
- .grp.lk
- .hotel.lk
- .ltd.lk
- .ngo.lk
- .org.lk
- .soc.lk
- .web.lk